# Rückersdorf (Niederlausitz)
Rückersdorf is een gemeente in de Duitse deelstaat Brandenburg, en maakt deel uit van het Landkreis Elbe-Elster.
Rückersdorf telt 1.337 inwoners.